# Star Wars: X-Wing Alliance
Star Wars: X-Wing Alliance (XWA) è un gioco di simulazione spaziale ambientato nell'universo espanso di Guerre stellari, sequel di X-Wing, Tie Fighter e X-Wing vs. TIE Fighter
XWA narra le imprese della famiglia Azzameen e precisamente di Ace, il più piccolo del nucleo familiare.
Questo capitolo fu parecchio atteso già dalla notizia che il giocatore avrebbe potuto pilotare il Millennium Falcon per assaltare la morte nera nella battaglia finale di Endor.
Il gioco richiede obbligatoriamente una periferica di gioco per funzionare (gamepad, joystick): se non vengono rilevati, non è possibile iniziare la partita, visualizzando solo una schermata che invita a collegare un joystick o joypad.

## Trama
Il gioco inizia con il protagonista, Ace (in italiano Asso), che svolgerà semplici lavori per la famiglia insieme a suo fratello ed al fidato robot co-pilota MK-09, Emkay. Questa parte è un grande tutorial molto ben realizzato. Ace utilizza un YT 1300 Sabra, astronave molto simile al Millennium Falcon, per il fatto che entrambe sono navi mercantili. Infatti il Falcon deriva dalla nave da trasporto YT-1300, che è praticamente uguale, fatta eccezione per le modifiche personali di Ian Solo. Comunque sia, nel database del gioco sia l'YT-1300 che il Millennium Falcon hanno esattamente gli stessi valori in scudi, armatura, laser ecc...
Il fratello di Ace invece usa un Firespray, lo stesso modello di nave usata da Boba Fett, lo Slave I.
Ad un certo punto la piattaforma base della famiglia Azzameen viene assalita da una truppa imperiale, così Ace e la sua famiglia scappano trovando l'accoglienza dei ribelli. Da qui comincia la vera storia, che vede il protagonista farsi strada lungo i ranghi dei ribelli, usando all'inizio dei vecchi "gloriosi" caccia come lo Z-95 Headhunter, per poi avere l'onore di salire sui famigerati caccia "Wing", quali X-Wing, Y-Wing, A-Wing, B-Wing ecc.
Non mancheranno comunque alcune parti in cui il protagonista userà navi cargo, per effettuare missioni relative alla famiglia. Ad un certo punto infatti, Ace abbandona il YT-1300 Sabra per passare al più potente YT-2000 Otana, a causa della morte dei precedenti piloti Tomaas (il padre di Ace e degli altri fratelli) e Galin, suo fratello.

## Multiplayer
Il multiplayer può essere giocato sia online (ormai abbandonato) che contro il computer.
In questa modalità si può scegliere qualsiasi caccia disponibile nel gioco, come un TIE interceptor nemico.
Nel proprio battaglione si possono schierare anche le navi di classe maggiore, che vanno dalle piccole navi lanciamissili, ai super star destroyer. Uno solo di questi, nel gioco, tiene in testa senza problemi anche a otto star destroyer normali con relativi squadroni di caccia. Queste navi però sono comandate dalla IA e non è possibile comandarle in alcun contesto.